# Baileyoxylon lanceolatum
 (mai 2025).
Genre
Espèce
Baileyoxylon lanceolatum, unique représentant du genre Baileyoxylon, est une espèce de plantes à fleurs de la famille des Achariaceae. Cette plante ne se rencontre que d'une petite zone des Tropiques humides du Queensland.

## Description
Baileyoxylon lanceolatum est un arbre à feuilles persistantes pouvant atteindre environ 25-30 m de haut avec une écorce gris moyen et des branches couvertes de poils brun rouille. Les feuilles vert foncé sont assez épaisses et mesurent jusqu'à 16 cm de long sur 5 cm de large, avec 7 à 10 paires de nervures secondaires de part et d'autre de la nervure centrale,,. Les feuilles sont de forme obovate à oblongue, pointue à l'extrémité et cunéiformes à la base. Elles ont un relativement long pétiole de 2 cm,,. 
L'inflorescence très ramifiée peut atteindre jusqu'à 10 cm de long et est également couverte de poils brun rouille. Les petites fleurs mesurent environ 5 mm de long et ont 5 pétales. Le fruit orange est, dans la terminologie botanique, une baie contenant une ou deux graines. Il mesure environ 3 cm de diamètre,,. 

## Répartition et habitat
L'aire de répartition naturelle de Baileyoxylon lanceolatum est une petite zone de forêt tropicale d'altitude dans la partie orientale de l'Atherton Tableland, à proximité du Mount Bartle Frere. La zone totale d'occupation n'est que de 116 km2. L'habitat est une forêt de lianes mésophiles très humide.

## Conservation
Cette espèce est classée par le Queensland Department of Environment and Science comme least concern (LC) préoccupation mineure, elle n'a pas été évaluée par l'Union internationale pour la conservation de la nature (UICN).

## Galerie

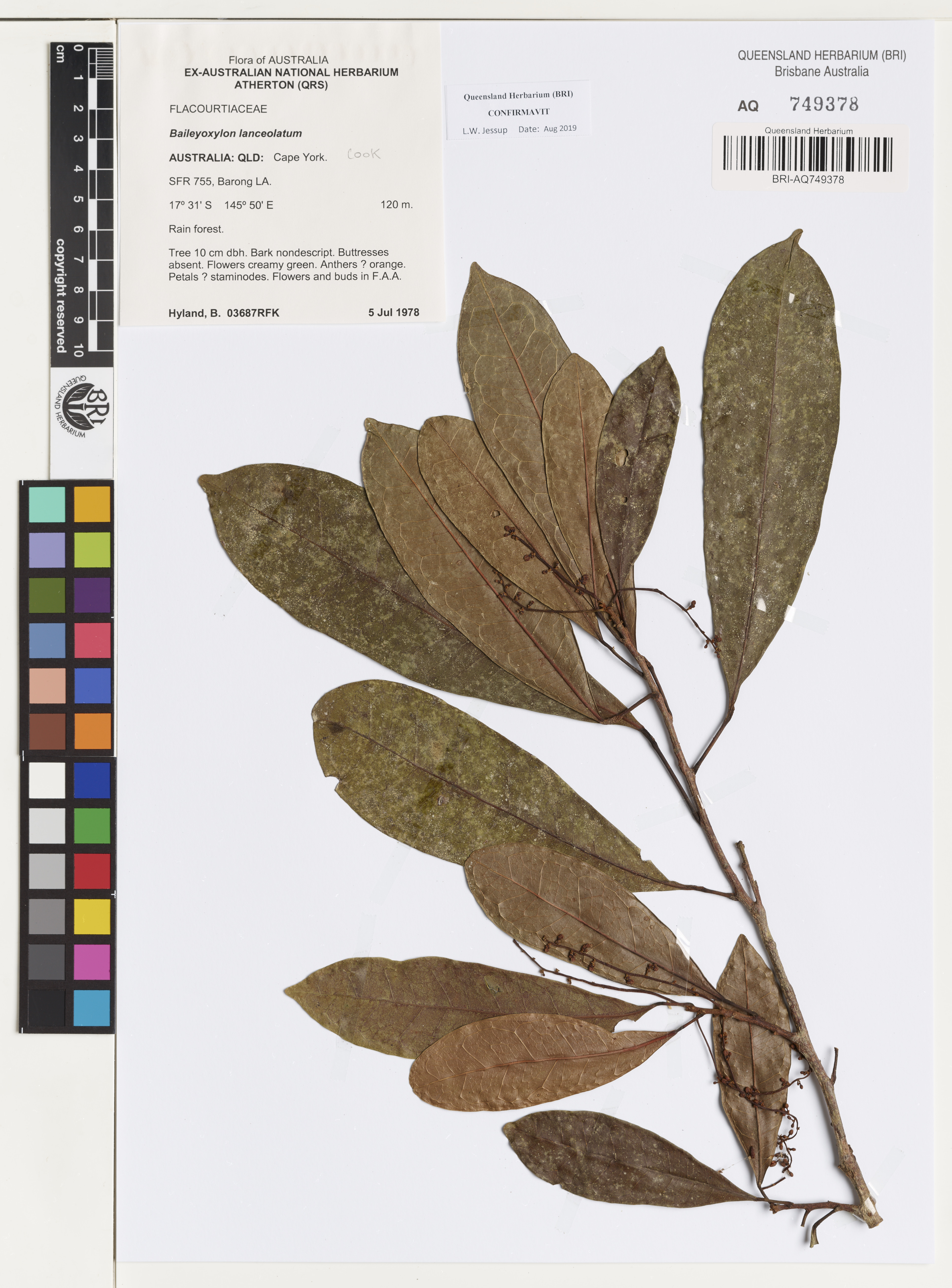
Herbier.
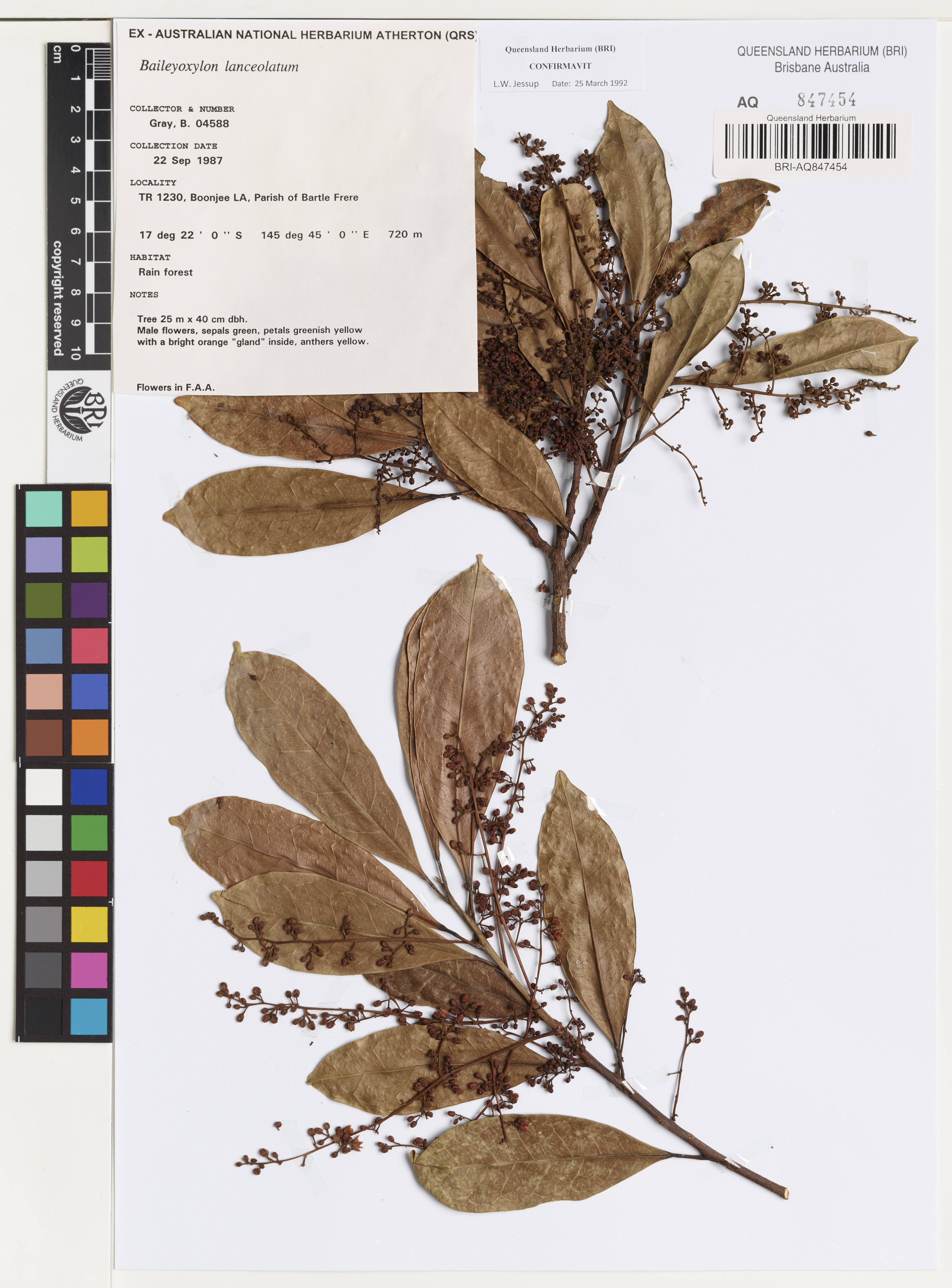
Herbier.

## Systématique
Le nom correct complet (avec auteur) de ce taxon est Baileyoxylon lanceolatum C.T.White,.
Cette espèce a été décrite pour la première fois en 1941 par le botaniste australien Cyril Tenison White, sur la base du matériel collecté par le botaniste Sethrick Frank Kajewski (d) (1904-1997) sur deux arbres en 1929.

### Étymologie
Le nom générique, Baileyoxlon, a été donné en l'honneur du botaniste américain Irving Widmer Bailey (d) (1884–1967), qui a beaucoup aidé White à identifier la place taxonomique de cette nouvelle espèce. 
Son épithète spécifique dérive du latin lanceolatum , « petite lance »

### Publication originale
- (en) C. T. White, « A New Genus of Flacourtiaceae (Pangieae-Hydnocarpinae) from Tropical Queensland », Journal of the Arnold Arboretum, vol. 22, no 1,‎ janvier 1941, p. 143-144 (ISSN 0004-2625 et 2474-3283, DOI 10.5962/p.185424, JSTOR 43780983, lire en ligne).